# Wohn- und Wirtschaftsgebäude Im Dorfe 8
Das Wohn- und Wirtschaftsgebäude Im Dorfe 8 (Haus Osterloh, heute Dorphus Klattenhof) im nordöstlichen Ortsteil Dötlingen-Klattenhof stammt aus dem späteren 19. Jahrhundert. Aktuell (2023) wird es als Dorfhaus genutzt.
Das Gebäude steht unter Denkmalschutz (siehe auch Liste der Baudenkmale in Dötlingen).

## Geschichte
Das eingeschossige giebelständige Gebäude als Zweiständer-Hallenhaus in Fachwerk mit sichtbaren Steinausfachungen, Walmdach sowie traufseitigem Anbau mit Schleppdach stammt von 1873 (Inschrift). Teile des Fachwerks kamen aus einer Zweitverwendung.
Es wurde 1961/62 und 1987/88 saniert und umgebaut. Seit 1988 ist es das Dorfgemeinschaftshaus.
Das Landesdenkmalamt befand: „… geschichtliche Bedeutung … für die Baugeschichte und für die Volkskunde …“